# Нові Бросківці
Но́ві Бросківці — село в Україні, у Сторожинецькій міській громаді Чернівецькому районі Чернівецької області.

## Географія
У селі струмок Вівтар впадає у річку Гнилицю.

## Історія
Село Нові Бросківці має свою історію, у якій відображено ті основні події суспільного життя, що відбувались протягом століть на Буковині.
Особливий слід залишило поневолення: молдавських господарів, австо-угорських феодалів і румунських бояр.
За переписом 1900 року в селі Нові Бросківці були 374 будинки, проживали 1603 мешканці (1253 українці, 194 румуни, 129 німців та 27 поляків).
З 24 серпня 1991 року село входить до складу незалежної України.
17 липня 2020 року, в результаті адміністративно-територіальної реформи та ліквідації Сторожинецького району, село увійшло до складу Чернівецького району.

## Населення

### Мова
Розподіл населення за рідною мовою за даними перепису 2001 року:
| Мова            | Кількість | Відсоток |
| --------------- | --------- | -------- |
| українська      | 1441      | 98.09%   |
| румунська       | 17        | 1.16%    |
| російська       | 10        | 0.68%    |
| інші/не вказали | 1         | 0.07%    |
| Усього          | 1469      | 100%     |

## Постаті
- Чікал Юрій Дмитрович (1983-2014) —  український військовик, учасник російсько-української війни, герой АТО.

## Світлини

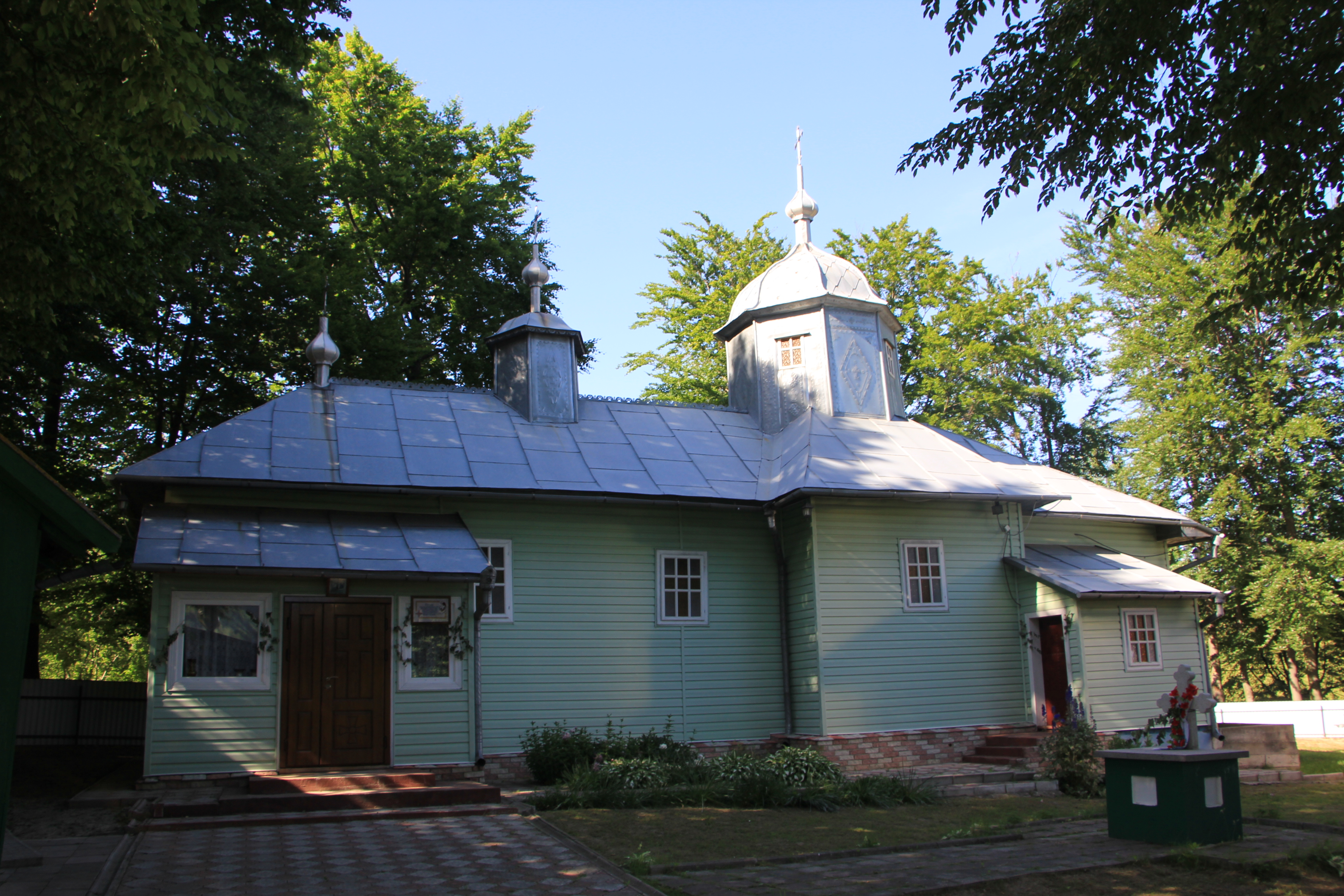
Дерев'яна церква Воздвиження Чесного Хреста 1897 с. Нові Бросківці
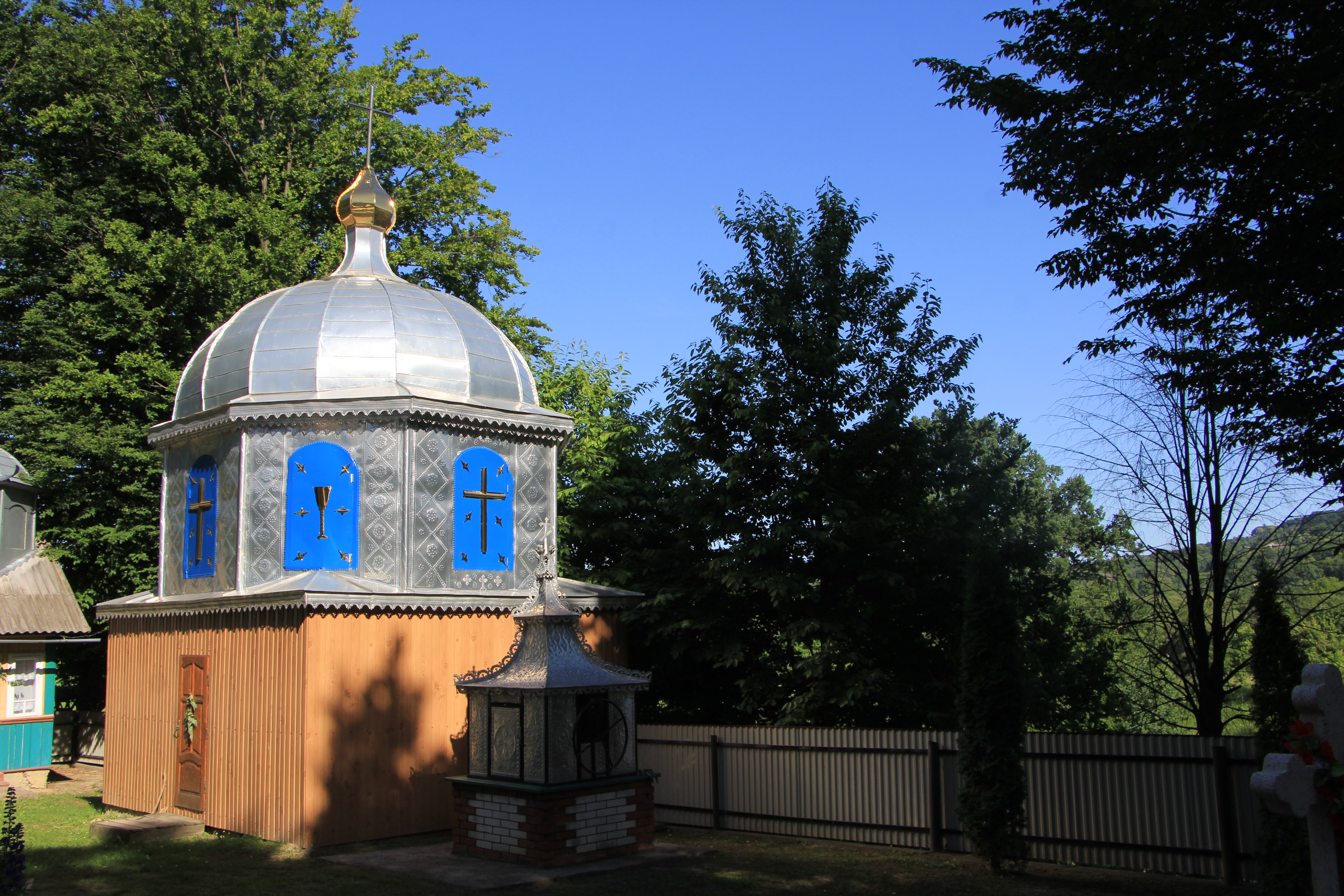
Дерев'яна церква Воздвиження Чесного Хреста 1897 с. Нові Бросківці
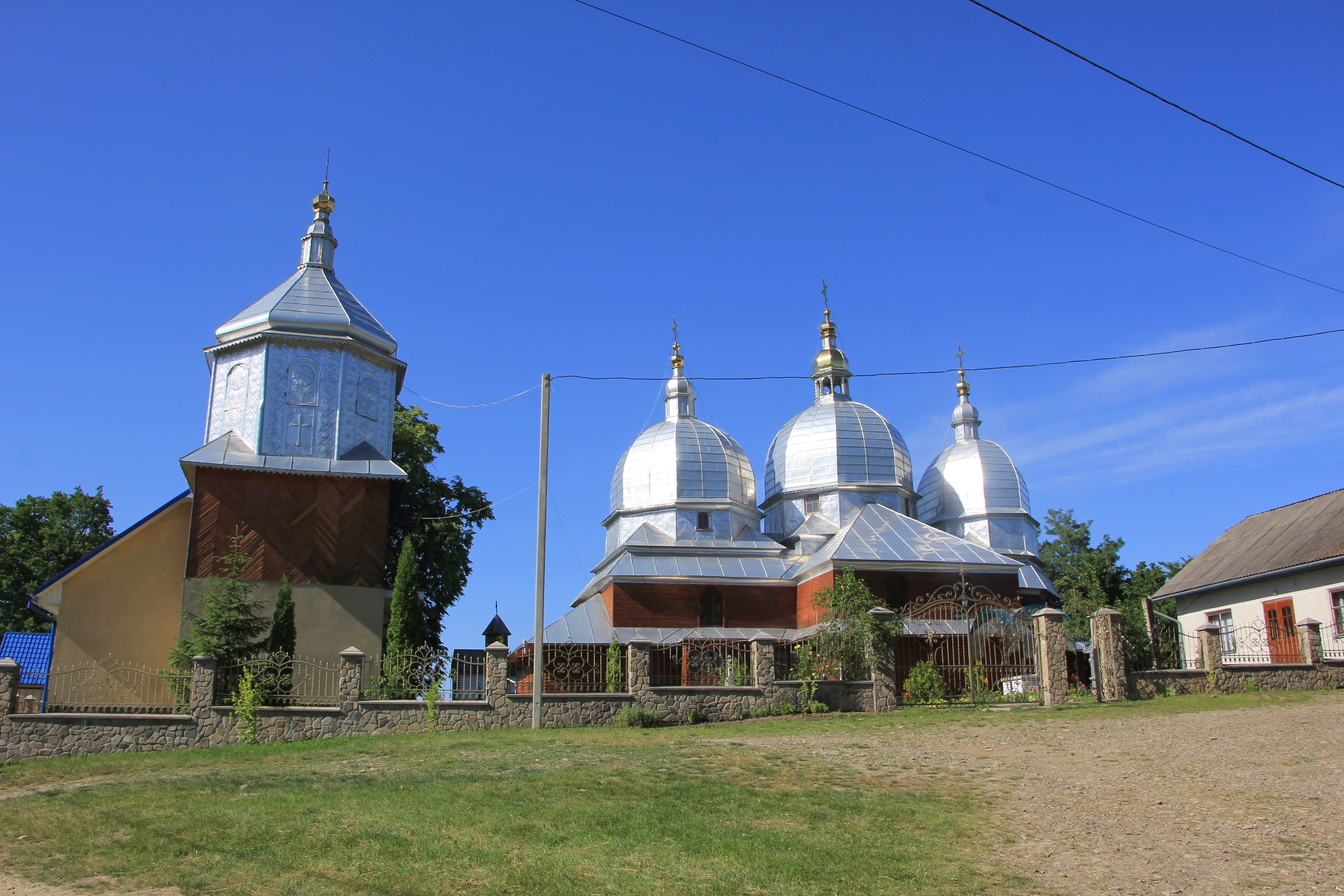
Стара дерев'яна церква с. Нові Бросківці